# Ronald Gutiérrez
Ronald Gutiérrez Flores (né le 2 décembre 1979 à San José de Pocitos, Tarija) est un footballeur bolivien.
Il joue comme milieu et est au Bursaspor.
Il a déjà joué pour le Chaco Petrolero FC, The Strongest La Paz et La Paz FC et est le capitaine de l'équipe nationale de Bolivie.